# Lyon républicain

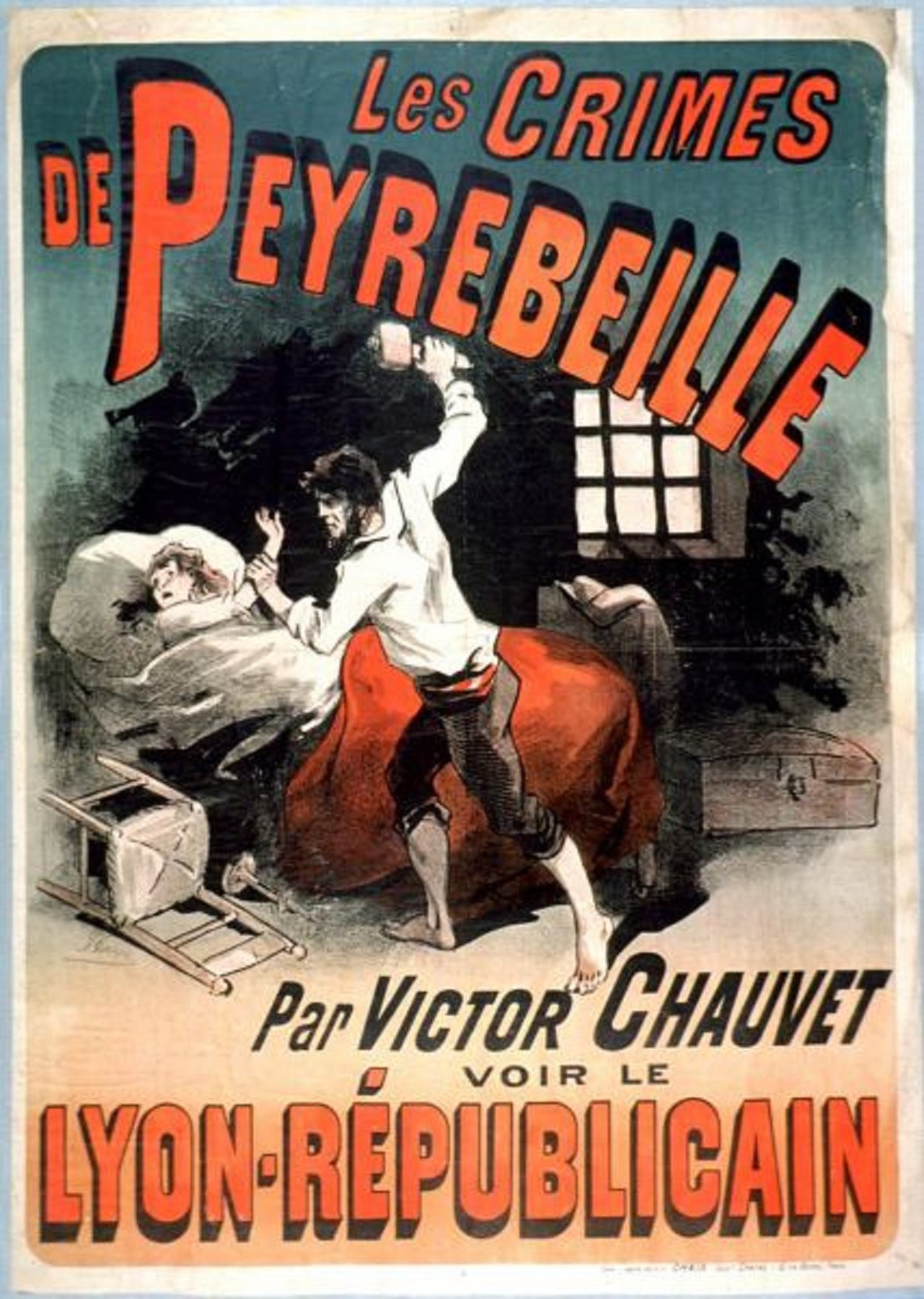
Les Crimes de Peyrebeille, feuilleton de Victor Chauvet paru dans Lyon républicain en 1885. Affiche de Jules Chéret

Le Lyon républicain était un des nombreux quotidiens basés à Lyon au XIXe siècle, fondé en 1878.
Il a paru du 14 juillet 1878 jusqu'au 30 juin 1944 (65e année, n° 23907).

## Historique
C'était l'un des grands quotidiens radicaux, qui avait recueilli la plupart des lecteurs d'un autre quotidien lyonnais proche des radicaux, le Petit Lyonnais, disparu en 1901. Il avait avant la première guerre mondiale un tirage d'environ 100 000 exemplaires, du même niveau que son rival plus à droite Le Progrès de Lyon. Il avait déjà 80 000 exemplaires en 1885 contre 75 000 au Progrès de Lyon.
Contre son influence, Joseph Rambaud lance le Nouvelliste de Lyon de tendance catholique et conservatrice en 1879. Il se présente aux élections de 1886 dans le canton de Vaugneray contre Auguste Ferrouillat, administrateur du Lyon Républicain.

## Liens
- Fiche du journal sur le site « Presse locale ancienne » de la Bibliothèque nationale de France, incluant des liens vers des exemplaires numérisés.